# ミシェル・モルガン
ミシェル・モルガン（Michèle Morgan, 1920年2月29日 - 2016年12月20日）は、フランスの女優。イル＝ド＝フランス地域圏オー＝ド＝セーヌ県ヌイイ＝シュル＝セーヌ生まれ。日本語では他にミッシェル・モルガン、ミシェール・モルガンとも表記されている。主に1930年代後半から1960年代後半まで活躍した。

## 略歴
パリ西部近郊ヌイイ＝シュル＝セーヌ生まれ。15歳で女優になる決心をし、映画のエキストラをしながら、演劇学校で演技を学び、当時の著名なフランスの俳優レーミュ主演の映画“Gribouille”（1937年）でメジャー・デビューをする。
そして、ジャン・ギャバンと共に2つの映画『霧の波止場』（1938年）と『曳き舟』（1941年）に主演し、スターの座に上った。
第二次世界大戦中には渡米し、アメリカ人俳優ウィリアム・マーシャルと結婚、一男を産むが、離婚する。
1946年の映画『田園交響楽』では第1回カンヌ国際映画祭 女優賞を受賞した。
他の主な出演作は、イタリア映画『ファビオラ』（1948年）、ジェラール・フィリップと共演した2作『狂熱の孤独』（1953年）と『夜の騎士道』（1955年）、『マリー・アントワネット』（1956年）等がある。
1970年代以降はほとんど映画出演はなく、時折テレビと劇場に出演しつつ、趣味の絵画と詩作に耽って平穏な生活を送った。
1969年にはフランス政府からレジオンドヌール勲章を、1992年にはセザール賞の名誉賞を、1996年にはヴェネツィア国際映画祭で栄誉金獅子賞を授与された。
1977年に自伝を出版した。サン＝ルイ島やヌイイ＝シュル＝セーヌ等に居住し、2016年、ヌイイ＝シュル＝セーヌで死去。

## ギャラリー

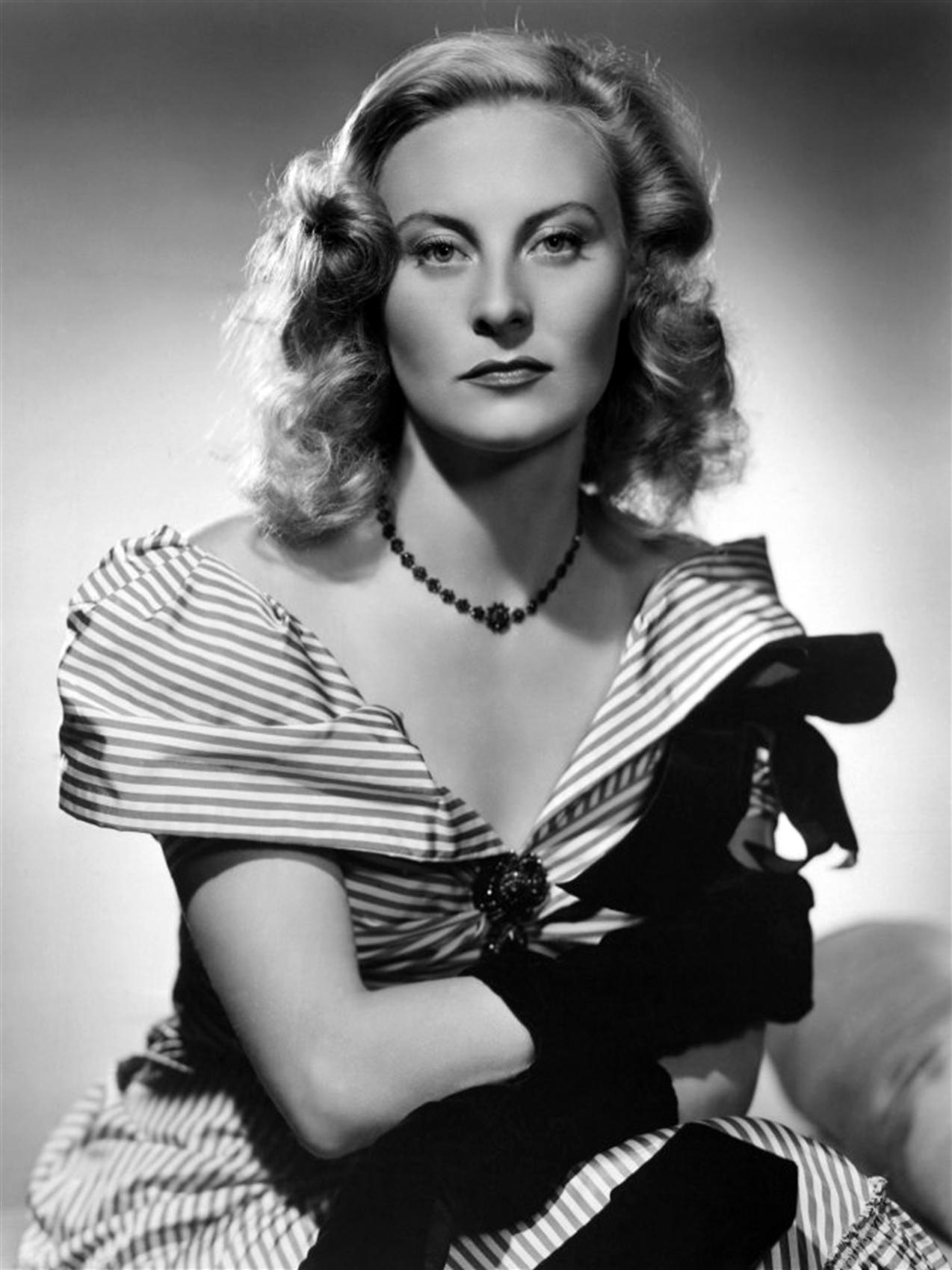
The Chase (1946) の宣材写真
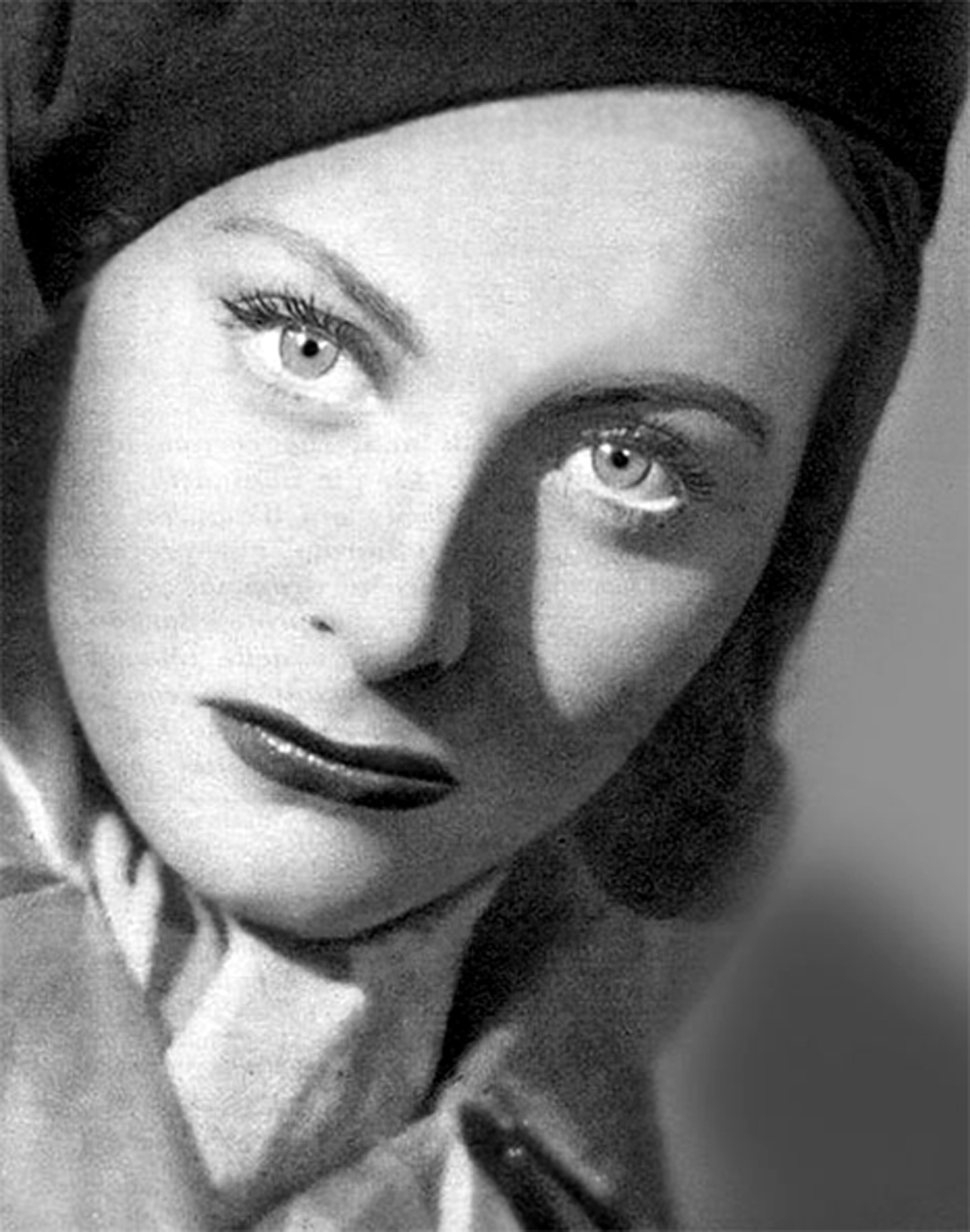
霧の波止場 Le Quai des brumes (1938)

## 主な出演映画
- みんな元気 Stanno tutti bene （1990年）
- “猫”警部事件簿 Le Chat et la souris （1975年）
- めざめ Benjamin （1968年）
- 名誉と栄光のためでなく Lost Command （1966年）
- 悪い女 Le Crime ne paie pas （1963年）
- 青髭 Landru （1962年）
- 危険な階段 Les Scélérats （1960年）
- 小さな幸福/逃亡・暴虐のナチス Fortunat （1960年）
- 両面の鏡 Le Miroir à deux faces （1959年）
- グランド・ホテル Menschen im Hotel （1959年）　－　同1959年に東京で開催されたドイツ映画祭で上映。
- 夏物語 Racconti d'estate （1958年）
- 非情 Retour de manivelle （1957年）
- 葡萄の季節 The Vintage （1957年）
- マリー・アントワネット Marie-Antoinette （1956年）　－　マリー・アントワネット役
- 夜の騎士道 Les Grandes manoeuvres （1955年）
- 夜のマルグリット Marguerite de la nuit （1955年）
- 愛の迷路 Obsession （1954年）
- ナポレオン Napoléon （1954年）
- 運命 Destinées （1954年）
- 女と奇蹟 （1953年）
- 狂熱の孤独 Les Orgueilleux （1953年）
- 愛情の瞬間 La Minute de vérité （1952年）
- 七つの大罪 Les Sept péchés capitaux （1952年）
- ガラスの城 Le Château de verre （1950年）
- 落ちた偶像 The Fallen Idol （1948年）　－　※キネマ旬報ベストテン第4位
- 想い出の瞳 Aux yeux du souvenir （1948年）
- ファビオラ Fabiola （1948年）
- 田園交響楽 La Symphonie pastorale （1946年）　－　カンヌ国際映画祭 女優賞受賞
- 渡洋爆撃隊 Passage to Marseille （1944年）
- パリのジャンヌ・ダーク Joan of Paris （1942年）
- 曳き舟 Remorques （1941年）
- わが父わが子 Untel père et fils （1940年）
- 珊瑚礁 Recif Corail （1939年）
- 霧の波止場 Le Quai des brumes （1938年）
- 赤ちゃん Le Mioche （1937年）

## 日本のテレビ番組出演
- スター千一夜（フジテレビ）　-　1963年11月8日